# Бок, Борис Иванович
Борис Иванович фон Бок (1879—1955) — офицер Российского императорского флота, участник Русско-японской войны, адъютант наместника на Дальнем Востоке адмирала Е. И Алексеева, командир батареи на редутах № 1 и № 2 при обороне Порт-Артура, Георгиевский кавалер. Камер-юнкер. Участник Первой мировой войны, капитан 1 ранга

## Биография
Борис Иванович фон Бок родился 12 июля 1879 года в семье российского дипломата Ивана Ивановича фон Бока (1844—1916) и его жены Натальи Васильевны (урожд. Коссович). 
У Бориса были: младший брат Николай (1880—1962), который стал дипломатом, преподавателем университетов в Такаока (Япония) и Нью-Йорке, (США); католическим священником, иезуитом и младшая сестра Людмила, в замужестве Рубцова.
В службе с 1898 года. После окончания Морского кадетского корпуса, 6 мая 1901 года произведён в мичманы. В октябре 1902 — апреле 1903 года совершил на бронепалубном крейсере «Паллада» переход на Дальний Восток. 11 октября 1903 года назначен вахтенным начальником на крейсер 2-го ранга «Джигит», который находился в вооруженном резерве в Дальнем.
С самого начала Русско-японской войны, состоял в должности адъютанта наместника на Дальнем Востоке адмирала Е. И Алексеева. В ходе обороны Порт-Артура мичман Бок был направлен на сухопутный участок фронта. Командовал батареей из четырех 75-мм морских орудий с крейсера «Паллада» на редуте № 1. Был ранен и контужен, по выздоровлении вернулся в строй. Затем командовал батареей на 2-м редуте, проявил мужество и отвагу. За участие в боевых действиях в ходе Русско-японской войны был награждён орденами, в том числе 8 июня 1907 года — орденом Святого Георгия 4-й степени.
После сдачи Порт-Артура японцам, мичман Бок со своими подчиненными попал в плен. 6 мая 1905 года произведён в лейтенанты. Вернувшись из плена в Россию, получил назначение на колёсную двухмачтовую яхту морского министра «Нева». 17 марта 1908 года назначен морским атташе в Берлине и заодно морским агентом в Голландии. В 1910 году произведён в старшие лейтенанты за отличие.
В 1911 году получил в наследство небольшое имение недалеко от Либавы и уволился в запас. В том же году получил придворный чин камер-юнкера, был уездным мировым судьёй и предводителем дворянства Шавельского уезда, Ковенской губернии. С началом Первой мировой войны вновь вернулся на службу. Произведён в капитаны 2-го ранга за отличие в делах против неприятеля со старшинством с 10 ноября 1914 года. Служил офицером штаба начальника Восточного отряда судов Черноморского флота. С октября 1917 года в отставке с присвоением звания капитана 1-го ранга.
В 1918 году эмигрировал в Швецию, в ноябре переехал в своё имение в Литве. В 1919 году помогал Ливенскому отряду Западной добровольческой армии Русской армии. До 1935 года проживал в своем имении. В 1935—1938 годах жил у брата Николая в Японии. После того, как Литва по пакту Риббентропа-Молотова отошла к Советскому Союзу, не стал возвращаться в семейное имение и поселился в Польше, где приобрёл имение «Франческова», в котором прожил с семьёй все годы Второй мировой войны. С 1945 года жил в Австрии, в начале 1948 года переехал в Германию, где вместе с семьей попал в лагерь перемещенных лиц в Мюнхене. В апреле 1948 года уехал в США. Был членом Общества бывших русских морских офицеров. Печатался в периодических изданиях под псевдонимом «Портартурец», был одним из авторов и организаторов издания сборника «Порт-Артур. Воспоминания участников», который вышел в свет уже после смерти фон Бока.
Умер 4 марта 1955 года в Сан-Франциско (США). Похоронен на Сербском кладбище в Колме (пригород Сан-Франциско), Калифорния место SF-22.

## Награды
Капитан 2 ранга Бок Борис Иванович был награждён орденами и медалями Российской империи:
- орден Святого Станислава 3-й степени с мечами и бантом (28.08.1904) — за мужество и самоотверженность во время осады крепости Порт-Артур;
- орден Святой Анны 3-й степени с мечами и бантом (10.10.1904);
- орден Святого Георгия 4-й степени (08.07.1907);
- орден Святого Станислава 2-й степени с мечами (24.12.1914);
- Серебряная медаль «В память русско-японской войны» с бантом (1906);
- Крест «За Порт-Артур» (1914);
- Светло-бронзовая медаль «В память 200-летия морского сражения при Гангуте» (1915).

Иностранные:
- Медаль «За храбрость» (1908, Черногория)

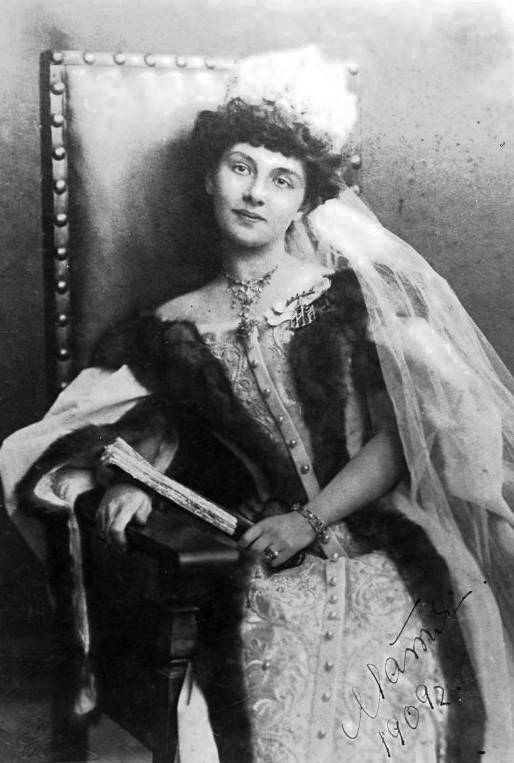
Мария Петровна фон Бок в придворном платье (1909)

## Семья
Борис Иванович фон Бок был женат на Марии Петровне (1885—1985), фрейлине двора, старшей дочери премьер-министра Российской Империи Петра Аркадьевича Столыпина. Со своей будущей женой познакомился в июне 1907 года на яхте «Нева» во время пребывания на ней и совместного отдыха семей императора Николая II и премьер-министра в финских шхерах. 2 февраля 1908 года состоялась помолвка, 21 апреля — свадьба. Мария Петровна участвовала в создании русского культурного центра в Америке, написала книгу воспоминаний — «Петр Аркадьевич Столыпин. Воспоминания о моем отце. 1884—1911», изданную в Нью-Йорке в 1953 году и в России в 2007 году (ISBN 978-5-9524-2624-5), прожила 99 лет, похоронена вместе с мужем на Сербском кладбище. 
Собственных детей у Бориса и Марии Бок не было, они воспитывали приёмную дочь Екатерину Борисовну Бок (урожд. фон Хёнеге-Хюне; von Hoyningen gennant Huene; 1919—1993), которую удочерили в 1,5 года.
Екатерина Борисовна фон Бок была замужем (1-й брак) за Юлиусом фон Ренненкампфом (1906-1945). В браке родился сын Герман. 2-й брак — Владимир Николаевич Случевский (ум. в 2003), внук поэта К.К. Случевского. С 1948 года жила в США. Сын — Николай Владимирович Случевский (род. 1953) с 2010 года живет в Москве.